# Hamilton (Neuseeland)

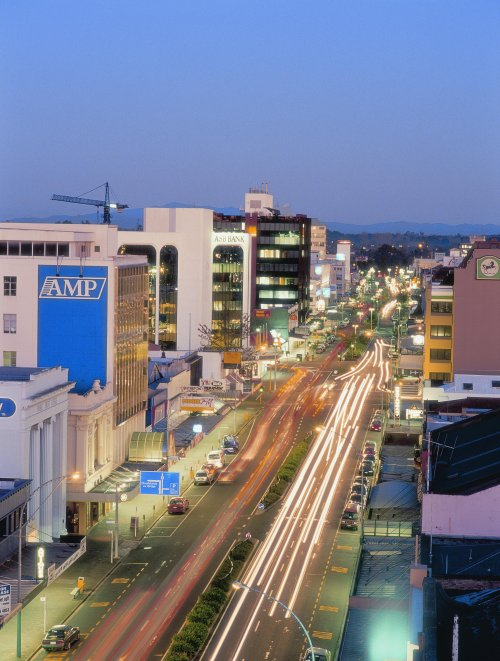
Die Victoria Street in Richtung Süden

Hamilton, offizielle Bezeichnung Hamilton City, auf Maori Kirikiriroa, ist eine Stadt und eine eigenständige Territorial Authority (Gebietskörperschaft) auf der Nordinsel von Neuseeland. In ihr befindet sich der Waikato Regional Council und die Verwaltung für die Region Waikato. Der Rat der Stadt wird Hamilton City Council genannt.

## Geographie

### Geographische Lage
Hamilton City liegt rund 100 km südlich von Auckland in der weitläufigen Ebene der Waikato Plains. Die Westküste befindet sich rund 35 km westlich der Stadt. Direkt durch die Stadt fließt der Waikato River, der längste Fluss Neuseelands. Die Stadt verfügt über eine reine Landfläche von 110 km² und zählte zum Census im Jahr 2013 141.612 Einwohner. Damit ist Hamilton mit 1285 Einwohnern pro km² die Stadt mit der höchsten Bevölkerungsdichte des Landes. Hamilton wird im Norden, Westen und Osten vom Waikato District umschlossen, während die südlich Grenze der Stadt durch den angrenzenden Waipa District gebildet wird.

### Klima
Bei bevorzugten westlichen Windrichtungen liegen die mittleren Tagestemperaturen im Sommer zwischen 23 °C und 24 °C und im Winter zwischen 14 °C und 15 °C. Die Sonnenscheindauer pendelt sich um die 2100 Stunden pro Jahr ein und die Niederschläge zwischen 800 und 900 mm auf das Jahr gerechnet.

## Geschichte
Die Gegend des heutigen Hamilton war ursprünglich das Land der Māori, die vom Tainui Waka abstammten und war von einigen Māori-Dörfern (Pā) besiedelt, darunter Kirikiriroa, von der die Stadt ihren maorischen Namen bekam.
1863 konfiszierte die Regierung mittels des New Zealand Settlement Act 1,2 Millionen Acres Land des ortsansässigen Stammes und nutzte es zu Siedlungszwecken. Auf einem Teil dieses Landes entstand die Siedlung Kirikiriroa, die später nach John Charles Fane Hamilton, Kommandeur der HMS Esk, benannt wurde, der 1864 beim Kampf um Gate Pa bei Tauranga ums Leben kam. 1877 bekam Hamilton den Status einer Borough und wurde im Dezember 1945 zur Stadt ernannt, als die Stadt die 20.000-Einwohner-Marke überschritt.

## Bevölkerung
Von den 141.612 Einwohnern der Stadt waren 2013 28.605 Einwohner Māori-stämmig (20,2 %). Damit lebten 4,8 % der Māori-Bevölkerung des Landes in der Stadt.
Die Frage nach der Zugehörigkeit einer ethnischen Gruppe beantworteten in der Volkszählung 2013 69,5 % mit Europäer zu sein, 21,3 % gaben an, Māori-Wurzeln zu haben, 5,1 % kamen von den Inseln des pazifischen Raums und 13,8 % stammten aus Asien (Mehrfachnennungen waren möglich). 24,0 % der Bevölkerung gab an, in Übersee geboren zu sein und 5,6 % der Bevölkerung sprachen Māori, unter den Māori 24,1 %. Das durchschnittliche Einkommen in der Bevölkerung lag 2013 bei 27.700 NZ$, gegenüber 28.500 NZ$ im Landesdurchschnitt.

## Politik

### Verwaltung
Hamilton City ist noch einmal in zwei Wards unterteilt, dem East Ward und dem West Ward. Von beiden Wards werden je sechs Councillors (Ratsmitglieder) in den City Council (Stadtrat) entsendet, den sie zusammen mit dem Mayor (Bürgermeister) bilden. Der Bürgermeister und die zwölf Ratsmitglieder werden alle drei Jahre neu gewählt.

### Städtepartnerschaften
Partnerstädte von Hamilton sind:
- Urawa (Saitama) / ab 2001 Saitama, Präfektur Saitama (Japan), seit 1984
- Wuxi, Provinz Jiangsu (Volksrepublik China), seit 1986
- Sacramento, Kalifornien (USA), seit 1989
- Chengdu, Provinz Sichuan (Volksrepublik China), seit 2015

Ferner wurde 2015 ein Freundschaftsabkommen mit Ypern in Flandern (Belgien) unterzeichnet.

## Wirtschaft
Hamilton versteht sich als das Zentrum eines der reichsten landwirtschaftlichen Gebiete der Welt und als ökonomisches Zentrum der Region. Biotechnologie und Milchwirtschaft sind in und um Hamilton angesiedelt, ebenso wie einige Forschungszentren des Landes.
Die Stadt zählte im Jahr 2015 13.926 Unternehmen mit insgesamt 85.574 Beschäftigten, die zusammen ein Gross Domestic Product (GDP) (Bruttoinlandsprodukt) von 7,4 Milliarden NZ$ im Jahr 2015 erwirtschafteten. Die beiden wichtigsten Wirtschaftszweige der Stadt bildeten mit 11,9 % das produzierende Gewerbe und mit 10,9 % der Sozial- und Gesundheitssektor, gefolgt von technischem und wissenschaftlichem Service mit 7,3 %, das Bauwesen mit 6,8 % und der Immobiliensektor sowie die Gas-, Wasser- und Stromversorgung mit jeweils 6,1 % des GDPs.
In Hamilton befindet sich u. a. die größte Flugzeugbau-Fabrik des Landes, Pacific Aerospace, die zum Beispiel Teile sowohl an Boeing als auch an Airbus liefert. Des Weiteren befindet sich die Unternehmenszentrale von Gallagher Animal Management Systems, die zum Beispiel Produkte für Elektrozäune herstellt, in Hamilton.

### Medien
Hamilton ist der redaktionelle Sitz der Tageszeitung Waikato Times.

## Infrastruktur

### Verkehr

#### Straßenverkehr
Verkehrstechnisch angeschlossen ist die Stadt durch den New Zealand State Highway 1, der von Norden von Auckland kommend durch die Stadt verlaufend weiter nach Südosten führt und Hamilton mit dem Landesinneren verbindet. Des Weiteren hat der New Zealand State Highway 3 seinen Startpunkt in der Stadt und führt weiter in die Region Taranaki im Süden. Der State Highway 23 verbindet die Stadt mit der Westküste und der State Highway 26 mit der Coromandel Peninsula und weiterführend mit der Region der Bay of Plenty.

#### Schienenverkehr
In Hamilton zweigt von der North Island Main Trunk Railway, die Auckland mit Wellington verbindet, die East Coast Main Trunk Railway nach Osten ab, die in die Region Bay of Plenty führt. In 2017 kündigt die neuseeländische Regierung einen Plan für einen neuen Zug zwischen Frankton Bahnhof und Pokekohe an. Dieser Zug, der Te Huia heißt, soll im Februar 2021 beginnen.
Hamilton ist auch eine Haltestelle der Northern Explorer zwischen Auckland Strand und Wellington. Dieser Zug fährt am Montag, Donnerstag, Samstag nach Wellington und am Mittwoch, Freitag, und Sonntag nach Auckland.

#### Flugverkehr
Rund 10 km südöstlich der Stadt befindet sich der Hamilton Airport, der Hamilton mit den wichtigsten Regionalflughäfen des Landes verbindet.

### Bildung
Hamilton beherbergt jährlich rund 30.000 Studenten, die an einer der beiden Universitäten, der University of Waikato und der Waikato Institute of Technology, studieren. Des Weiteren gibt es eine Vielzahl an Grund- und weiterführenden Schulen bzw. High Schools.

## Kultur
Obwohl man der Stadt wegen ihres äußerst schnellen Wachstums nachsagt, sie habe vor allem in den weitläufigen Vororten keinen eindeutigen Charakter mehr, ist insbesondere das Stadtzentrum äußerst lebendig. Zum Beispiel befinden sich hier die zweitmeisten Cafés in nur einem Straßenzug – nur noch übertroffen von der Ponsonby Road in Auckland.
Neben dem weiter östlich gelegenen Waitakaruru-Skulpturenpark gibt es im Ort eine Vielzahl von kleineren Kunstgalerien und Museen, unter ihnen auch das Waikato Museum of Art and Culture. Letzteres beherbergt mit dem Te Winika eines der ältesten erhaltenen Waka (Kriegs-Kanu) noch aus der Zeit vor der europäischen Kolonialisierung.
Direkt in oder nahe der Stadt finden verschiedene jährliche Veranstaltungen statt. Die bekanntesten unter ihnen sind das Balloons over Waikato, ein fünf Tage dauerndes Heißluftballon-Festival, das jährlich etwa 100.000 Zuschauer anlockt und – noch bekannter – die National Agricultural Fieldays, die größte landwirtschaftliche Messe der südlichen Hemisphäre; diese findet etwas südlich der Stadt im Waipa District statt und lockte im Jahr 2005 122.000 Besucher an.
Die bekannteste Touristenattraktion aber sind zweifelsohne die Hamilton Gardens, eine weitläufige Gartenanlage, in denen Grünanlagen aus verschiedenen Ländern angelegt sind; so gibt es zum Beispiel den English Flower Garden, einen Tschahār Bāgh (Garten mit zwei gekreuzten Kanälen) nach persischem Vorbild oder den American Modernist Garden. Dort wird auch das jährliche Hamilton Gardens Summer Festival veranstaltet. Andere Attraktionen sind der Hamilton Zoo, das Waikato Museum of Art and Culture, die Art Post Art Gallery und das Sky Riverside Casino.

## Sport
Rugby spielt wie überall im Land auch in Hamilton eine große Rolle. Das Team Waikato Rugby Union tritt beim Air New Zealand Cup, der neuseelandweiten Rugby-Meisterschaft, an, während die Chiefs, gewissermaßen eine Elitemannschaft beim Super-14-Cup, der unter Mannschaften aus Neuseeland, Australien und Südafrika ausgetragen wird, antreten. Die Spielstätte beider Teams ist das Waikato Stadium, das im Jahr 2001 fertiggestellt wurde und 26.350 Zuschauern Platz bietet.

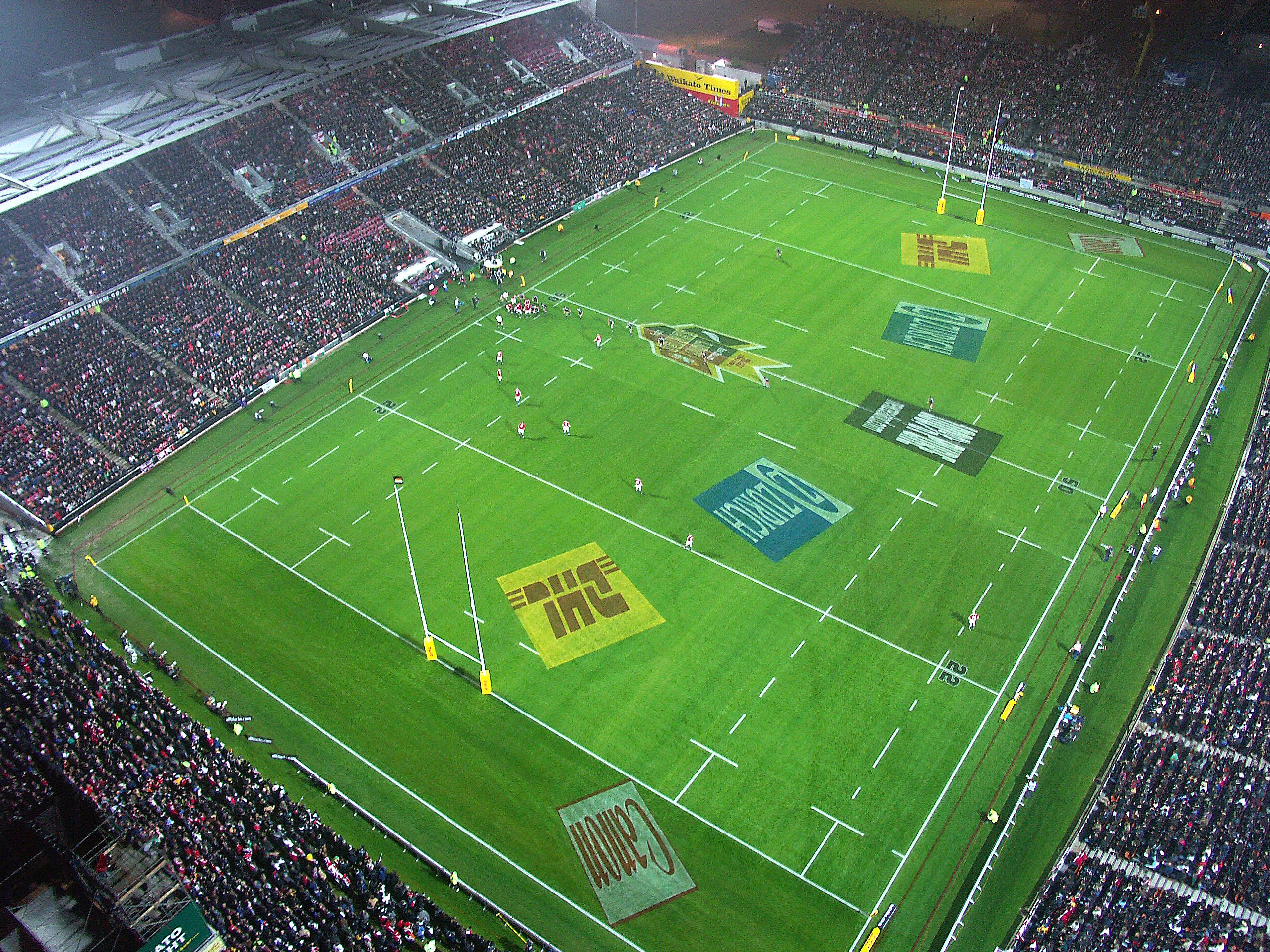
Das Waikato Stadium, hier die Lions gegen die NZ Maori (2005)

Aber in Hamilton genießen auch andere Sportarten, wie zum Beispiel Cricket oder Motorsport, hohe Popularität. Im Jahre 2006 fand hier die zur Rallye-Weltmeisterschaft zählende Rallye Neuseeland statt und für das Jahr 2008 hatte sich die V8-Supercars-Veranstaltung angekündigt.
Hamilton war unter anderem einer der Austragungsorte bei der Rugby-Union-Weltmeisterschaft 1987, dem Cricket World Cup 1992, der Rugby-Union-Weltmeisterschaft 2011 und dem Cricket World Cup 2015.

## Persönlichkeiten
- Matthew Archibald (* 1986), Bahnradsportler
- Jacinda Ardern (* 1980), Politikerin (New Zealand Labour Party) und 40. Premierministerin von Neuseeland
- Garry Bell (* 1952), Radrennfahrer
- Kaytee Boyd (* 1978), Radrennfahrerin
- Camille Buscomb (* 1990), Leichtathletin
- Helen Clark (* 1950), Politikerin (New Zealand Labour Party) und 37. Premierministerin von Neuseeland
- Fin Conchie (* 2003), Fußballspieler
- Julian Dean (* 1975), Radrennfahrer
- Miriam Dell (1924–2022), Frauenrechtlerin
- Peter Dornauf (* 1947), Dichter, bildender Künstler und Hochschullehrer
- Chris van der Drift (* 1986), Automobilrennfahrer
- Howden Ganley (* 1941), Automobilrennfahrer
- Warren Gatland (* 1963), Rugby-Union-Spieler und -Trainer
- Madonna Harris (* 1956), Sportlerin und Unternehmerin
- Craig Hawke (* 1965), Diplomat und Botschafter
- Jessie Hodges (* 1996), Radsportlerin
- Kimbra Johnson (* 1990), Sängerin
- Shaun Kirkham (* 1992), Ruderer
- Richard Laurenson (* 1968), römisch-katholischer Geistlicher, Bischof von Hamilton in Neuseeland
- Oliver Leydon-Davis (* 1990), Badmintonspieler
- Susannah Leydon-Davis (* 1992), Badmintonspielerin
- Isaac McHardie (* 1997), Segler
- Mike Minogue (1923–2008), Bürgermeister und Parlamentsabgeordneter
- Daryl Mitchell (* 1991), Cricketspieler
- Jaime Nielsen (* 1985), Radrennfahrerin
- David Nyika (* 1995), Boxer
- George Ott (* 2001), Fußballspieler
- Rebecca Parkes (* 1994), ungarischer Wasserballspielerin
- Shaunna Polley (* 1993), Beachvolleyballspielerin
- Julia Ratcliffe (* 1993), Leichtathletin
- Shane Reti (* 1963), Arzt und Politiker
- Jake Robertson (* 1989), Leichtathlet
- Zane Robertson (* 1989), Leichtathlet
- Billy Stairmand (* 1989), Surfer
- Logan Rogerson (* 1998), Fußballspieler
- Mitchell Santner (* 1992), Cricketspieler
- Rachel Schmidt (* 1994), Trampolinturnerin
- Madeleine Stapleton (* 1993), Badmintonspielerin
- James Watt (* 2000), Tennisspieler
- Gillian Whitehead (* 1941), Komponistin
- Micah Wilkinson (* 1996), Segler
- Kelsie Wills (* 1993), Volleyball- und Beachvolleyballspielerin sowie Rugbyspielerin

Personen mit Bezug zur Stadt
- Richard O’Brien (* 1942), britischer Schauspieler, lebte in Hamilton
- Dick Quax (1948–2018), neuseeländischer Leichtathlet niederländischer Herkunft